# Midoil
Midoil (dawniej Midland) – obszar niemunicypalny w hrabstwie Kern, w Kalifornii (Stany Zjednoczone), na wysokości 407 m.